# First Person Shooter (Drake)
First Person Shooter is een nummer van de Canadese rapper Drake uit 2023, in samenwerking met de Amerikaanse rapper J. Cole. Het is de vierde single van For All the Dogs, het vierde studioalbum van Drake.
Het nummer bevat twee delen; waarvan het tweede iets sneller is dan het eerste. In de tekst bespreken Drake en J. Cole hun huidige status in de rapindustrie. Drake benoemt ook dat hij Michael Jackson bijna heeft ingehaald als manlijke artiest met de meeste solonummer 1-noteringen in de Amerikaanse Billboard Hot 100, wat na het uitbrengen van deze single daadwerkelijk gebeurde. In Drake's thuisland Canada bereikte "First Person Shooter" de 2e positie, waarmee het minder succesvol was dan bij de zuiderburen. De Nederlandse Top 40 of Tipparade werden niet gehaald, wel bereikte het nummer de 22e positie in de Nederlandse Single Top 100.

## Tracklijst
Muziekdownload
1. "First Person Shooter" - 3:51